# Норман Роквелл
Но́рман Ро́квелл (англ. Norman Percevel Rockwell; 3 лютого 1894, Нью-Йорк — + 8 листопада 1978, Стокбрідж, штат Массачусетс) — американський живописець і журнальний ілюстратор.
Найбільш відомий як автор обкладинок («Чотири свободи») для журналу «The Saturday Evening Post», з яким співпрацював протягом понад 40 років. До його найвідоміших праць належить серії з Віллі Ґіллісом (Willy Gillis) «Клепальниця Розі» i цикл картин «Чотири свободи».

## Біографія

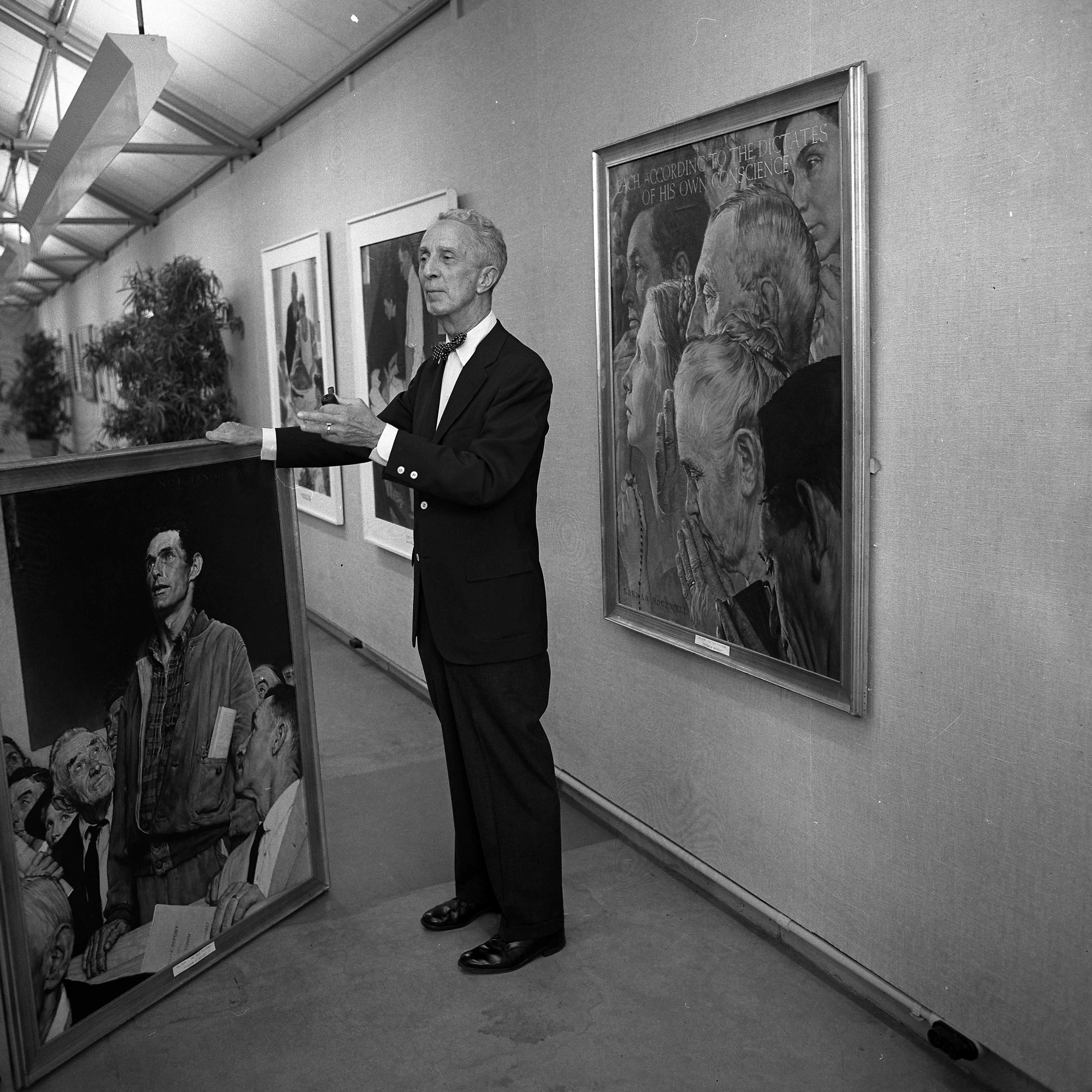
Норман Роквелл у муніципальній художній галереї в парку Барнсдолл, 1965 р.

Народився у Нью-Йорку 3 лютого 1894 року. Інтерес до малювання проявив змалку, але особливо через бажання малювати персонажів книг Чарльза Діккенса, які читав батько. Коли Норману було 8 років, його бабуся померла, і родина переїхала на Мангеттен до його дідуся. Змушений ходити до нової школи, хлопчик відставав від однолітків у фізичному розвитку, але був здібний у малюванні. Потім родина переїхала з Нью-Йорка до Мамаронека. Підліток Норман мав підробіток, косячи газони, працював поштарем і займався репетиторством з алгебри та малювання.
В 14 років Норман вирішив стати художником, почав відвідувати уроки в Нью-Йоркській школі мистецтв. Перед 16-иріччям покинув середню школу та вступив до Національної академії дизайну. Пізніше перейшов до Ліги студентів мистецтв Нью-Йорка, де навчався у Томаса Фогарті та Джорджа Бріджмена. Від Бріджмена Роквелл отримав технічні навички, на які покладався протягом своєї довгої кар'єри. Невдовзі після закінчення університету, в 1912 році, Роквелл знайшов роботу ілюстратора для журналу «Boys' Life» за рекомендацією Фогарті.
У віці 21 року сім'я Роквелла переїхала до Нью-Рошель, штат Нью-Йорк, де мешкали такі відомі ілюстратори, як Дж. Сі та Френк Леєндекер і Говард Чендлер Крісті. Там Роквелл створив студію з карикатуристом Клайдом Форсайтом і створював роботи для таких журналів, як «Life», «Literary Digest» і «Country Gentleman».
У 1916 році 22-річний Роквелл імпульсивно одружився зі старшою на три роки Ірен О'Коннор, і намалював свою першу обкладинку для «The Saturday Evening Post», що заклало його довгу співпрацю з журналом. Він також працював для інших журналів, у тому числі «Look», і ілюстрував літературу для бойскаутів. У 1929 році подорожував із друзями до Франції, Австрії та Іспанії, де відвідував музеї, ходив у гори та робив замальовки. Тим часом його дружина Ірен, яка очікувала від художника більш стабільних доходів і участі в світських заходах, знайшла іншого чоловіка. Норман розлучився з Ірен у 1930 році.
1930-40-ті виявилися найбільш плідним періодом для Роквелла. У 1930 році, перебуваючи в Каліфорнії, де шукав розради після розлучення, він познайомився та одружився з Мері Барстоу, на 13 років молодшою шкільною вчителькою і майбутньою письменницею. В них народилося троє синів: Джарвіс, Томас і Пітер. У 1932 подружжя з нещодавно народженим сином Джарвісом переїхало до Парижа, проте Норман швидко зрозумів, що не матиме там такої популярності, як в США. Тому вони повернулися того ж року до Нью-Рошель. Потім Роквелли переїхали до Арлінгтона, штат Вермонт, у 1939 році. У 1943 році художник намалював «Чотири свободи»: свободу слова, свободу віросповідання, свободу від бідності та свободу від страху. Виставки картин Роквелла зібрали понад 130 млн доларів, які були пожертвувані військовим. Хоча «Чотири свободи» мали великий успіх, 1943 рік також приніс Роквеллу велику втрату: пожежа знищила його студію в Арлінгтоні, згоріли численні картини та колекція історичних костюмів і реквізиту. Нова студія була облаштована незабаром у фермерському будинку XVIII століття у Західному Арлінгтоні. До кінця 1940-х у Мері розвинувся алкоголізм, вона проходила психіатричне лікування. Норман страждав від депресії. В 1953 році Роквелли переїхали до більш урбанізованого Стокбриджа, штат Массачусетс, де Норман провів решту життя. Нове місце проживання позитивно вплинуло на здоров'я та стосунки подружжя.
Після раптової смерті Мері в 1959 році Роквелл одружився втретє з Моллі Пандерсон, вчителькою на пенсії. За підтримки Моллі Роквелл почав робити обкладинки для «The Look». Значна частина робіт була зосереджена на темах бідності, расизму та війни у В'єтнамі. У співпраці зі своїм сином Томасом, Норман опублікував автобіографію «Мої пригоди як ілюстратора» в 1960 році. Журнал «The Saturday Evening Post» публікував уривки з неї у восьми послідовних випусках. Його самооцінка помітно зросла, коли Норман зрозумів, що його сприймають як майстра жанру, а не просто ілюстратора. Між 1963 і 1964 роками Моллі та Норман літали до Росії на Всесвітню виставку, а потім до Єгипту, де Роквелл намалював портрет президента Гамаля Насера. Це була його остання обкладинка для «The Saturday Evening Post».
Роквелл роками страждав від пневмонії, в 1974 році у віці 80 років переніс легкий інсульт, через катаракту погіршилося його сприйняття кольору. В останнє десятиліття свого життя Роквелл створив трест для збереження його мистецької спадщини. Його роботи стали основою фонду Музею Нормана Роквелла в Стокбриджі. Останні роки життя мав усеамериканську славу, багато подорожував по країні, брав участь у ток-шоу. В 1977 році, за рік до смерті, президент Джеральд Форд нагородив Роквелла Президентською медаллю Свободи.
Роквелл помер у своєму будинку в Стокбриджі, штат Массачусетс, 8 листопада 1978 року.

## Творчість

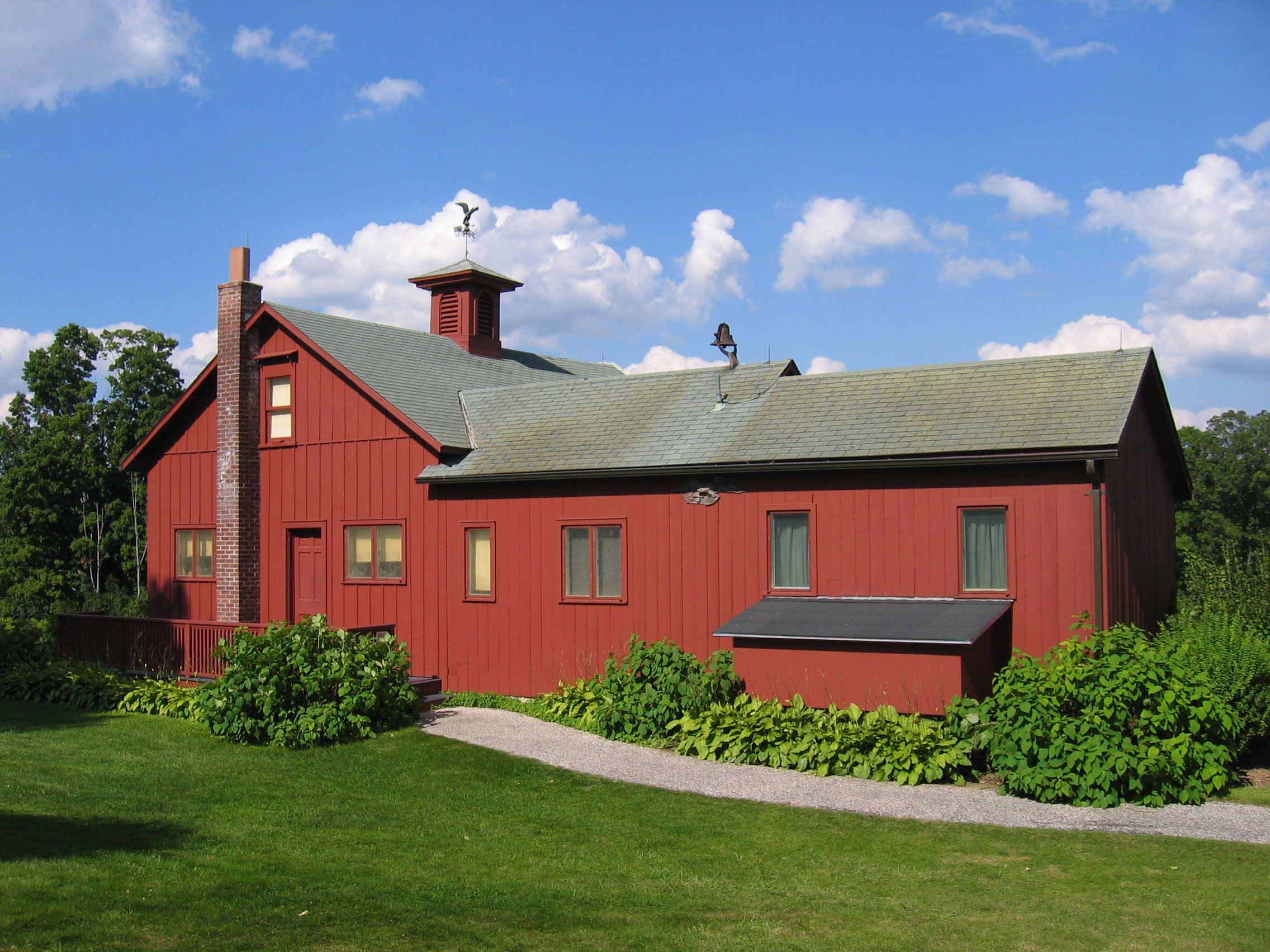
Студія Роквелла у Стокбриджі

Роквелл зображав багато повсякденних сцен з життя маленького містечка. Часто малював гумористичні ситуації. Першу комерційну серію ілюстрацій виконав у 16 років — це були різдвяні листівки. Більшість його робіт стосуються соціальної тематики, митець захоплювався сценами традиційного життя пересічних американців.
Тривалий час виконував обкладинки для журналу «The Saturday Evening Post», але консервативна позиція редакції обмежувала його творчу свободу. Потягом наступної 10-ирічної співпраці з журналом «The Look», Роквелл виконував картини, які ілюстрували громадянські права, боротьбу проти бідності та дослідження космосу.
Художник використовував фотографію, щоб зафіксувати зображення натурників, якими часто слугували його друзі та знайомі. Він співпрацював з фотографами, які знімали під його керівництвом сцени для майбутніх картин. Роквелл вдавався до допомоги проєктора, щоб створювати на полотні складні композиції.
Його ілюстрації мали велику популярність, однак, Роквелл лише наприкінці життя зажив слави майстра побутового жанру. Його перша персональна виставка відбулася тільки в 1968 році в галереї Бернарда Даненберга. Арт-критики переважно обминали увагою творчість Роквелла.
Німецький художник-сатирик Ґеорґ Ґросс хвалив Роквелла за його «чудову техніку, чіткість дотику» та «популістський інстинкт». Арт-критик Клемент Грінберг засуджував роботи Роквелла за сентиментальність і комерційність, і критикував художника за те, що він «вирішив не бути серйозним». У 1931 році «Standard-Star» опублікував інтерв'ю з Роквеллом, у якому описав його як аномалію в історії мистецтва, першого художника, що має постійну авдиторію в 6 млн осіб. Попри зростання популярності абстрактного мистецтва, Роквелл вважав, що його роботи переживуть це віяння.
Натхненний зверненням президента Франкліна Рузвельта до Конгресу, в 1943 році Роквелл написав серію картин «Чотири свободи». Вони були розміщені в чотирьох послідовних випусках «The Saturday Evening Post» з есеями тогочасних письменників.
У 1964 році на обкладинці «The Look» була поміщена картина Роквелла «Проблема, з якою ми всі живемо», натхненна інтеграцією 6-річної темношкірої Рубі Бріджес у державну школу Вільяма Франца в Новому Орлеані в 1960 році. Картина спричинила шквал критики, але стала однією з найважливіших робіт у його кар'єрі. Пізніше її повісили в Білому домі під час першого терміну президента Барака Обами.
Його картина «Застільна молитва» (Saying Grace) була продана на аукціоні Сотбі за 46 млн доларів 4 грудня 2013 Нью-Йорку і стала найдорожчим твором американського реалістичного мистецтва, будь-коли проданим на торгах .

## Вплив
Зображення передмістя Америки 1920-х — 1950-х років, виконані Роквеллом, стали джерелом натхнення для голлівудських режисерів, зокрема Джорджа Лукаса, Стівена Спілберга та Роберта Земекіса, чий фільм 1994 року «Форрест Ґамп» віддає данину Роквеллу, відтворюючи декілька його картин.

## Галерея

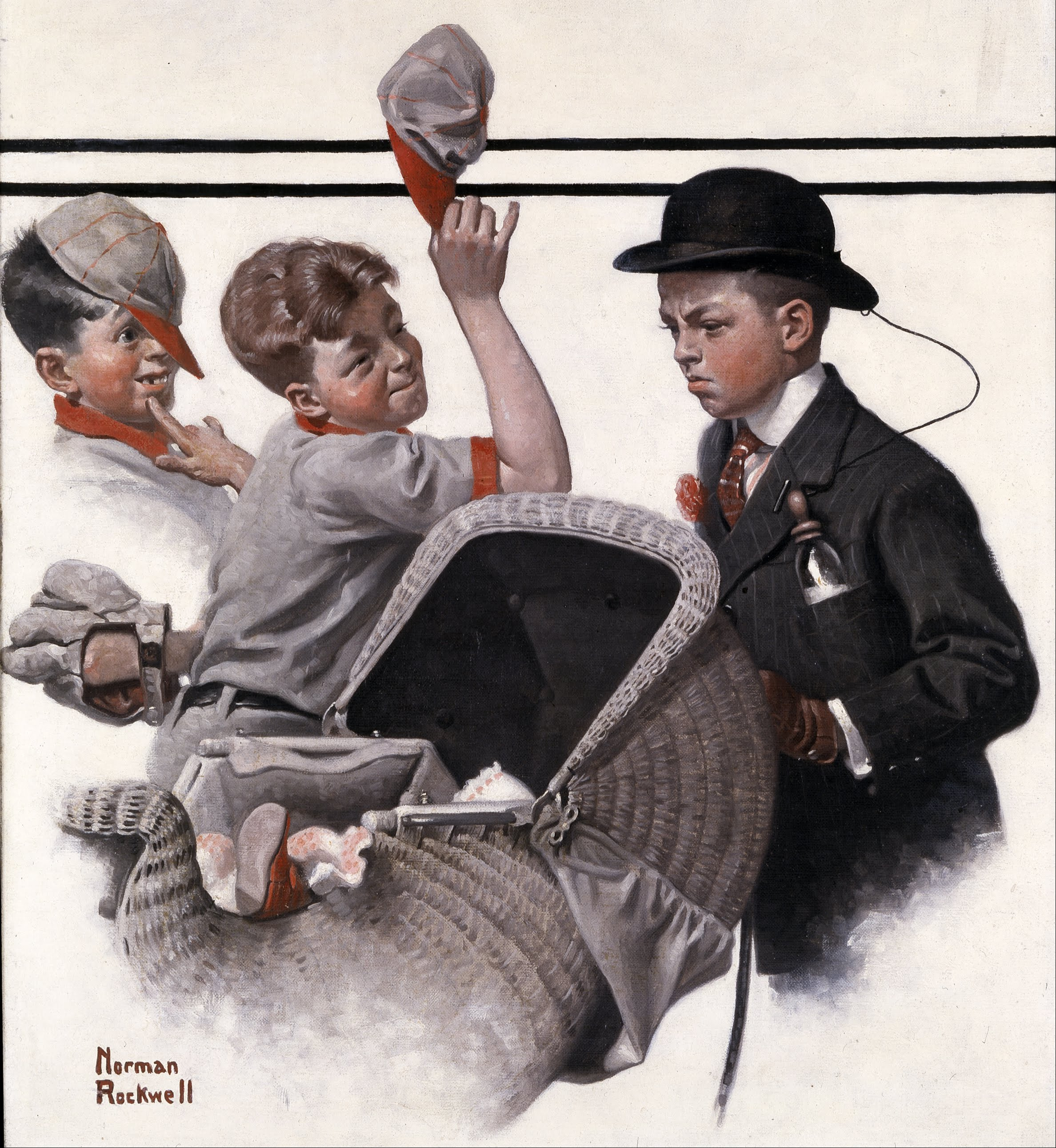
«Хлопчик з дитячим візком», 1916 р.
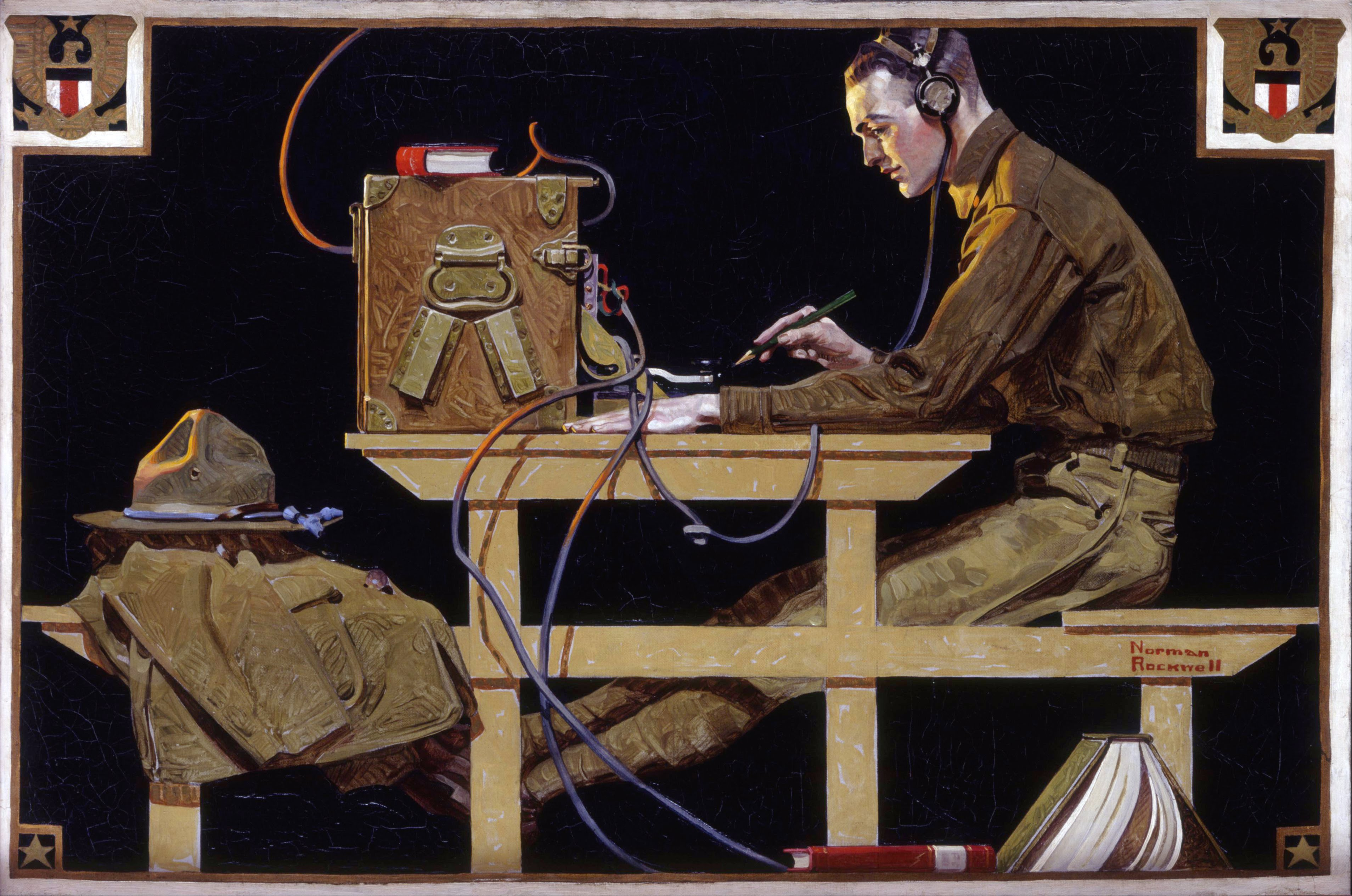
«Армія США вчить ремеслу», 1919 р.
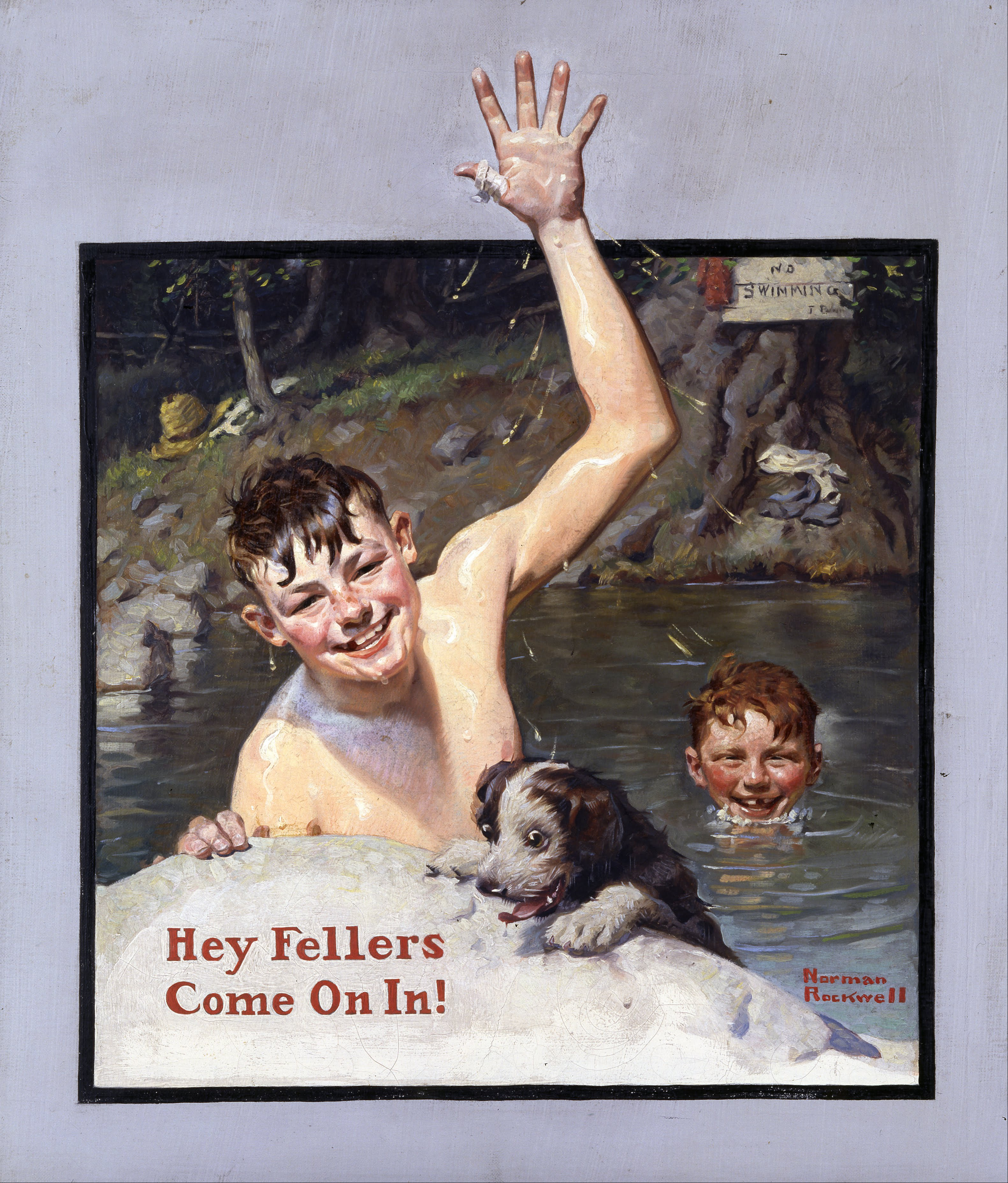
«Гей, друзяки, приєднуйтесь!», 1920 р.
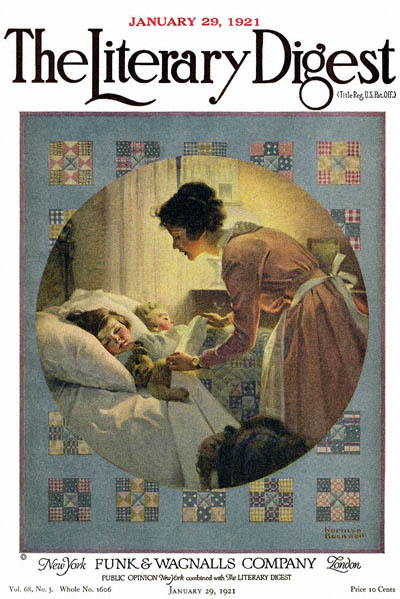
Обкладинка «The-Literary-Digest», 1921 р.
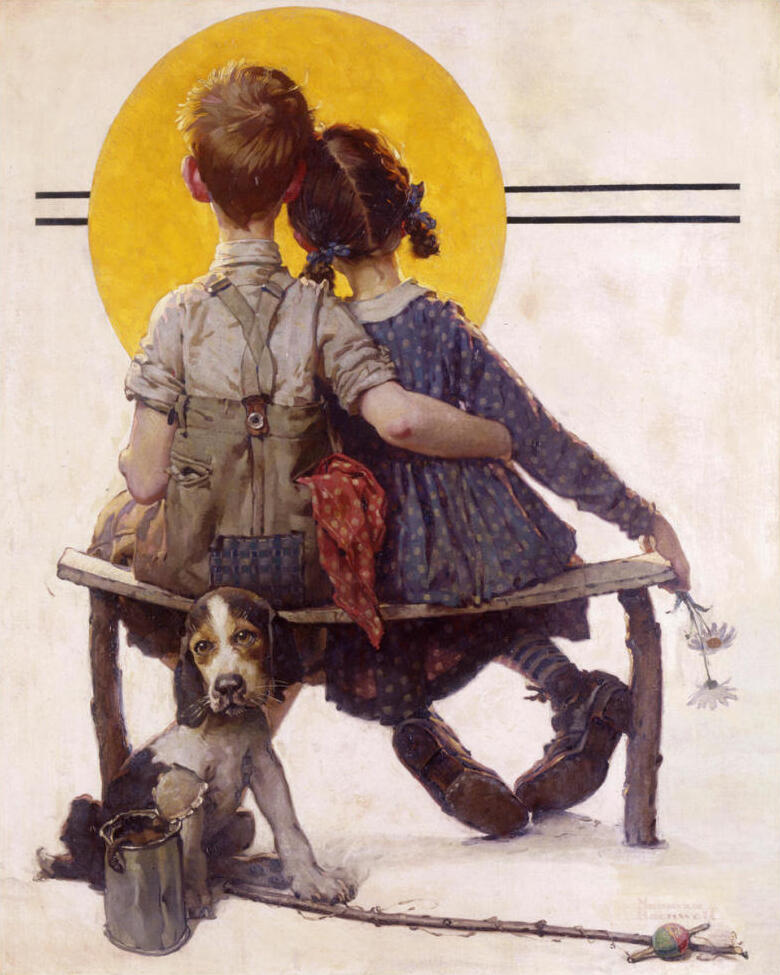
«Сонце сідає», 1926 р.
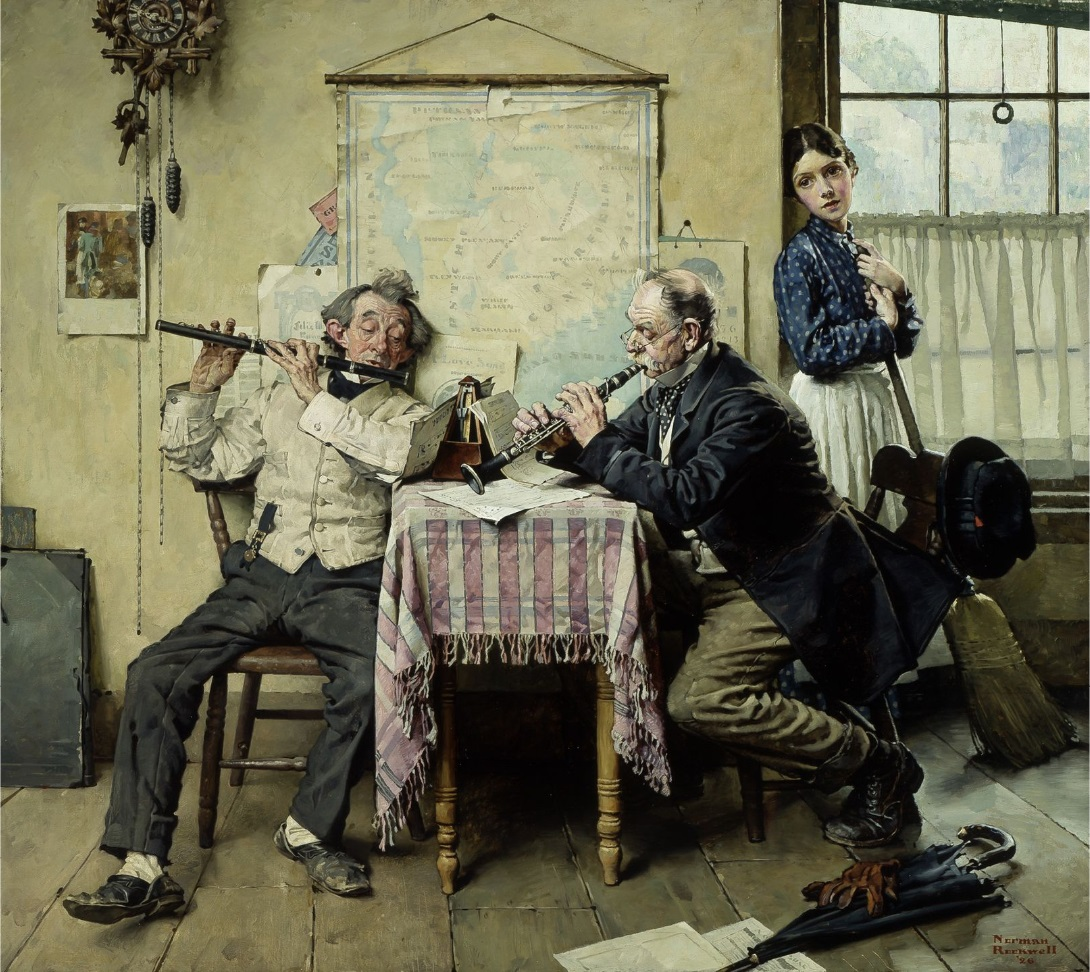
«Пісня про кохання», 1926 р.
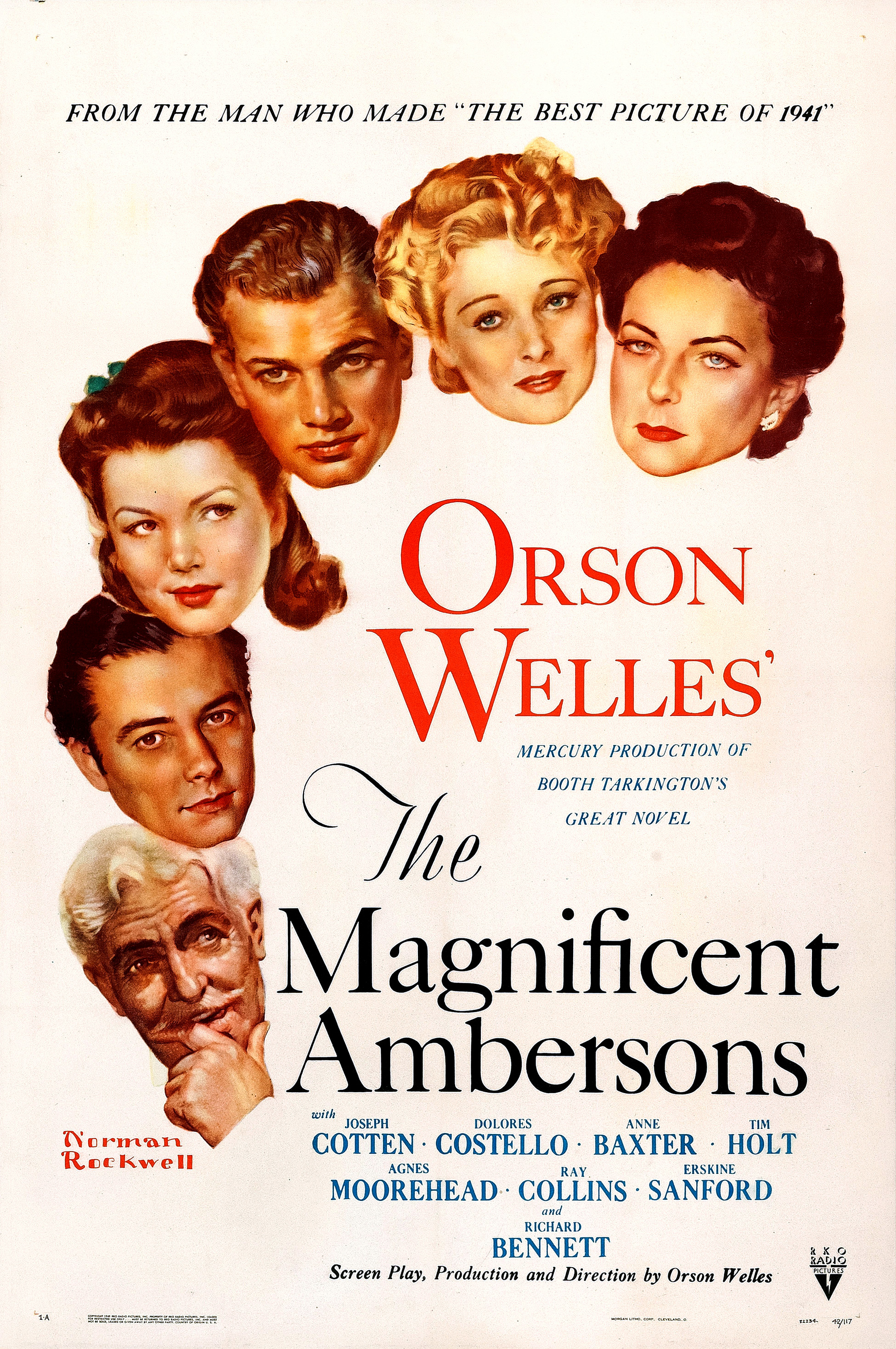
Плакат фільму «Чудові Емберсони», 1942 р.
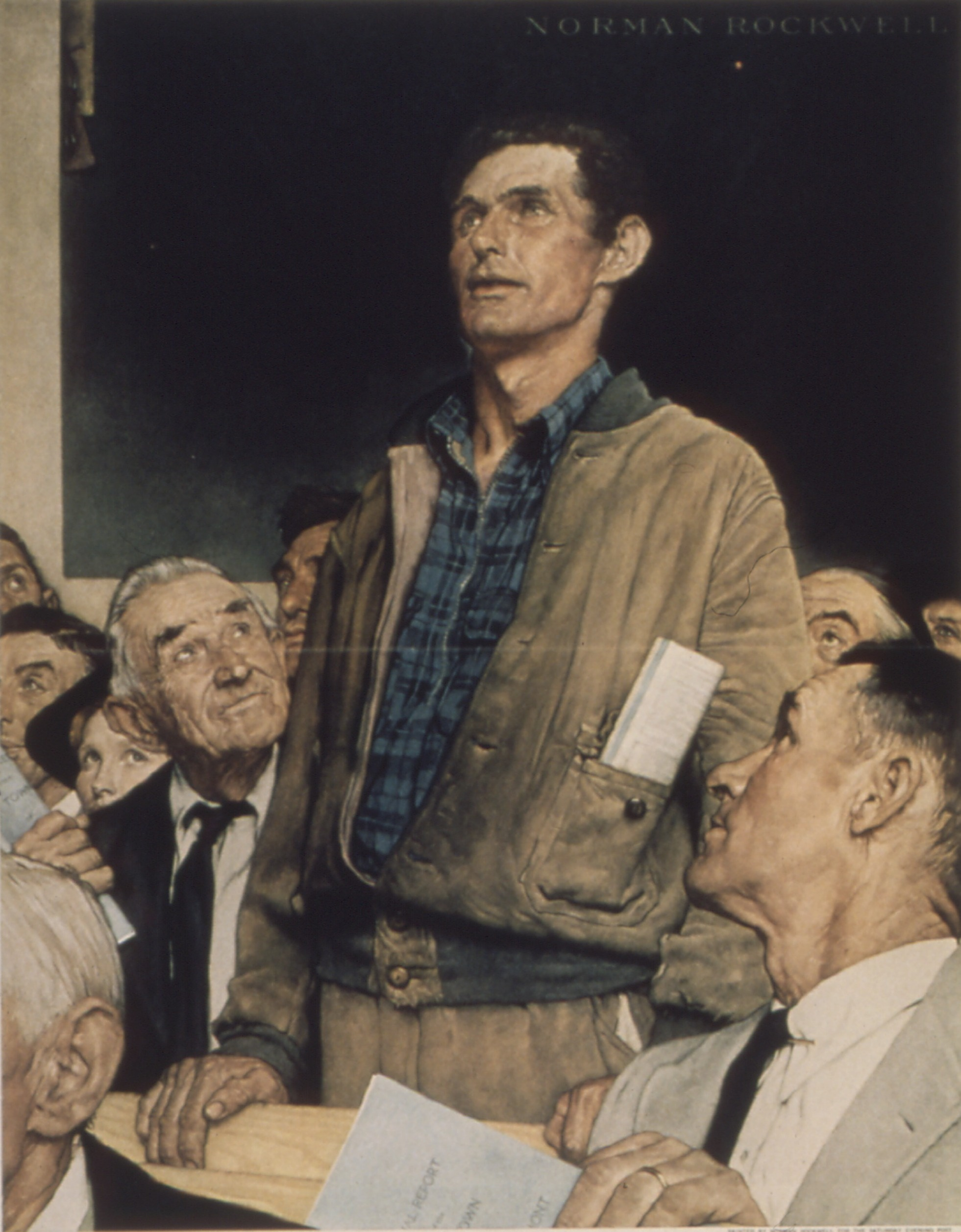
«Свобода слова», 1943 р.
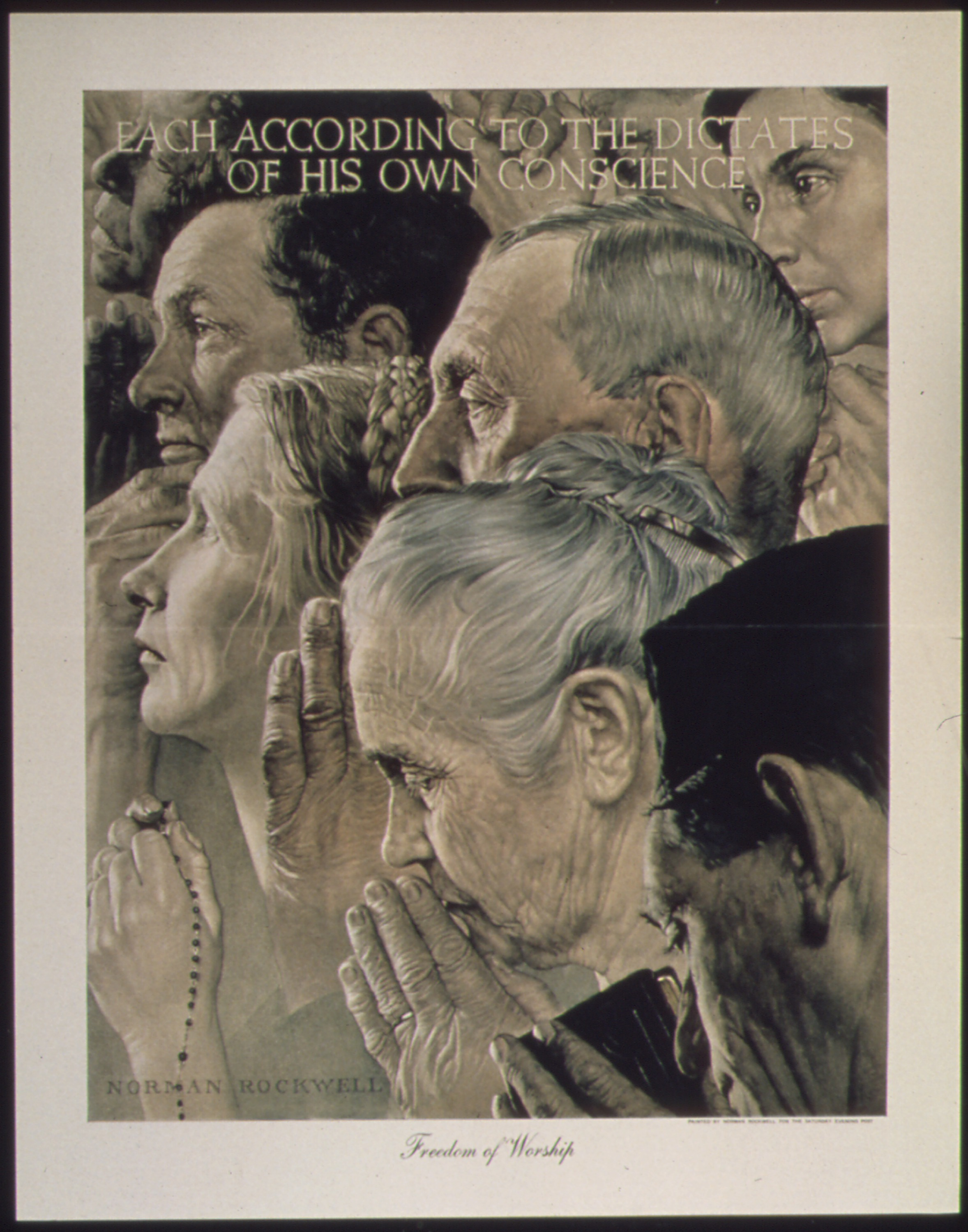
«Свобода віросповідання», 1943 р.
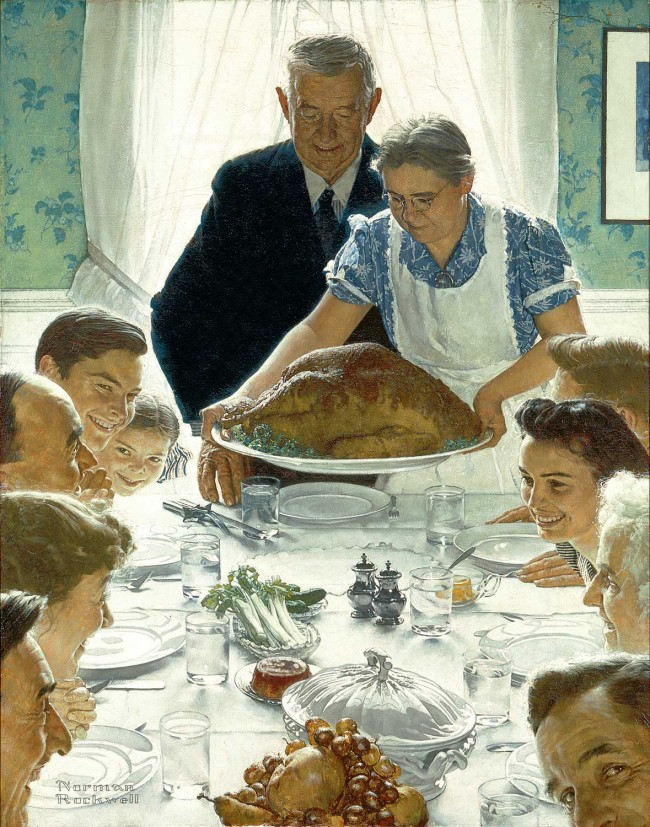
«Свобода від бідності», 1943 р.
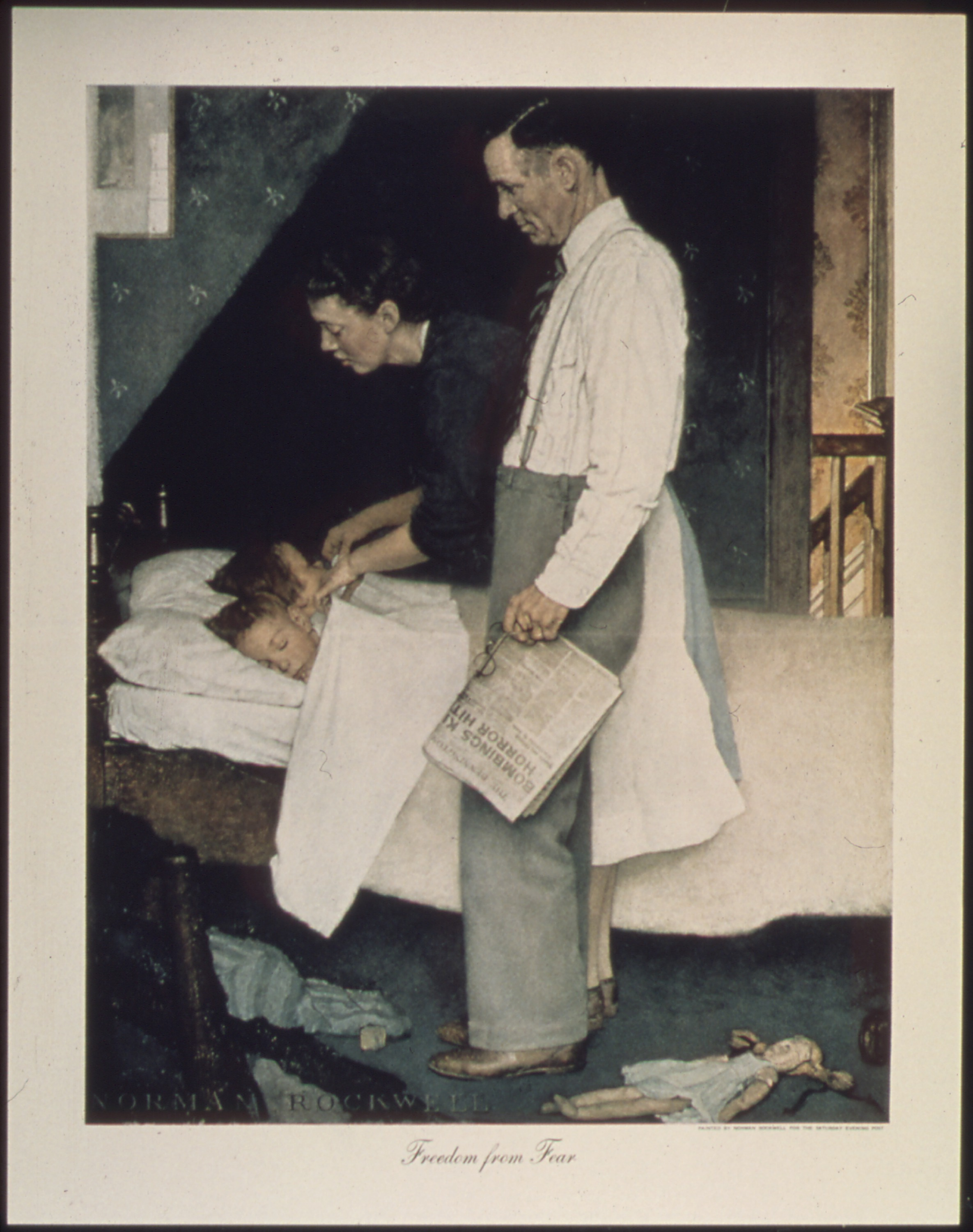
«Свобода від страху», 1943 р.
«Клепальниця Розі», 1943 р.
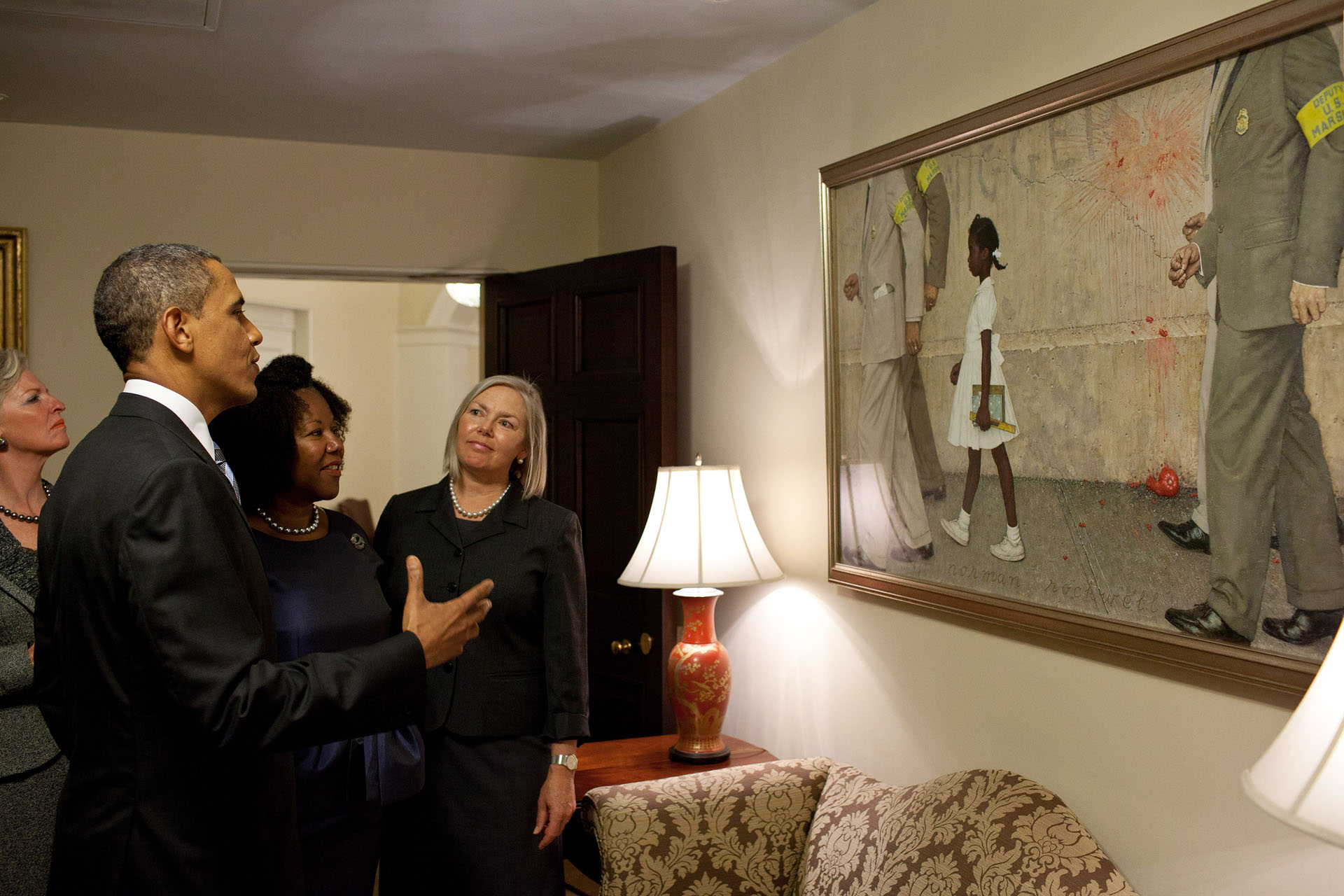
«Проблема, з якою ми всі живемо» в Білому домі